# Vinaigre de riz

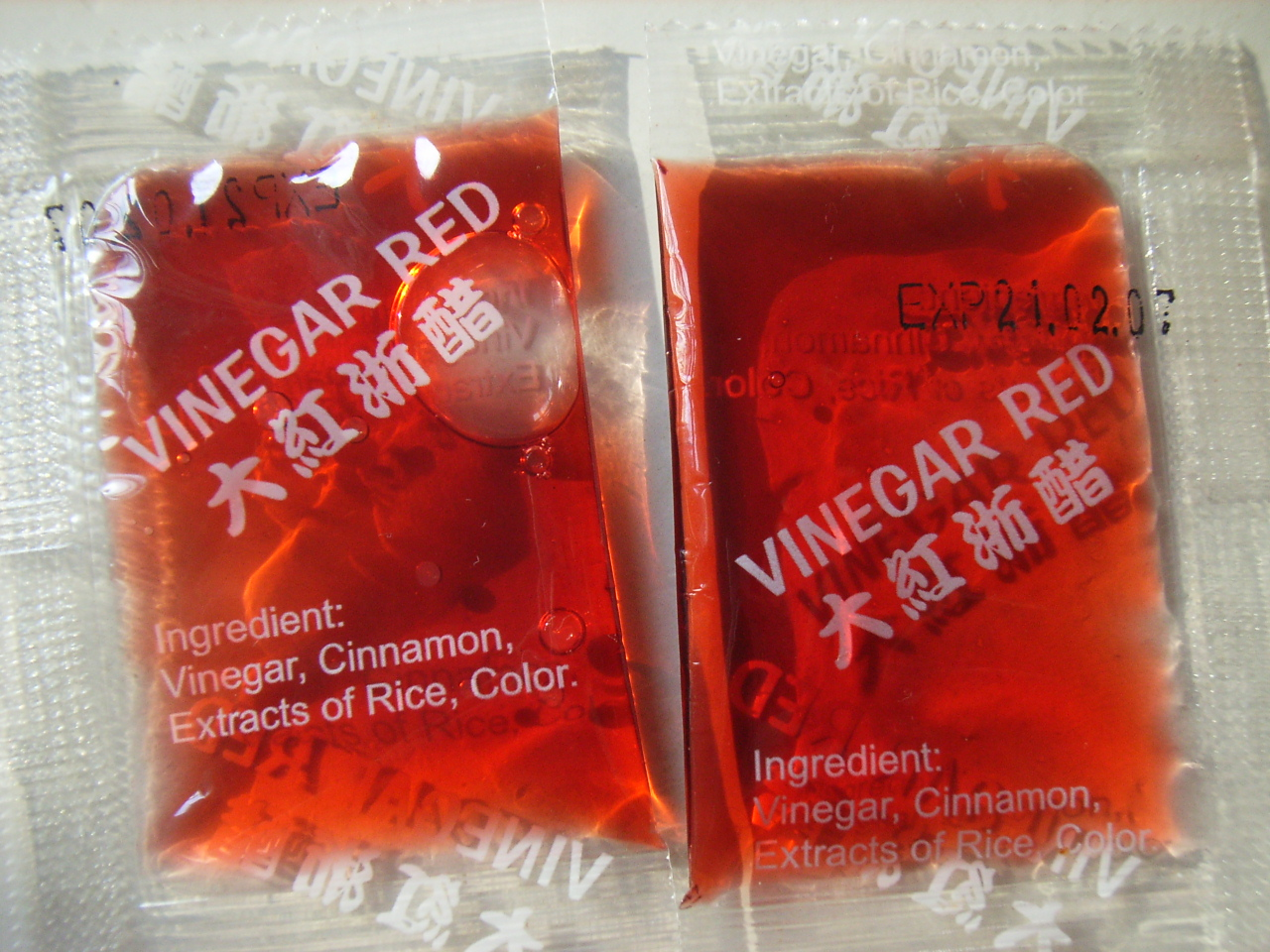
Vinaigre de riz rouge

Le vinaigre de riz est un vinaigre obtenu par fermentation acétique d'un vin de riz. Il y a trois types de vinaigre de riz : blanc, noir et rouge.

## Vinaigre rouge
Ce vinaigre est le moins acide parmi tous les autres. Il n'a véritablement aucun équivalent, mais son meilleur substitut est le vinaigre de céréales japonais, ou éventuellement le vinaigre de cidre. Dans ce dernier cas, pour corriger l'acidité plus importante, incorporer 1 à 2 cuillère(s) à café de cacao ou 1 à 2 carré(s) de chocolat à 50 %, ou à défaut du miel ou du sucre.

## Vinaigre noir chinois
Le vinaigre noir chinois subit un long élevage qui lui apporte une saveur complexe avec des nuances légèrement fumées, on le compare souvent au vinaigre balsamique. Ce vinaigre est obtenu par fermentation du riz, du vin de riz ou de saké.  Il peut également être fabriqué à base de blé, de millet, des graminées de sorgho. Il a une couleur noire profond et son goût est assez fort. Le vinaigre noir le plus populaire en Chine est celui de la ville de Zhenjiang. Il existe un type de vinaigre noir, appelé kurozu, fabriqué à base de riz, qui est moins concentré. À base de riz gluant et de malt. Son goût est assez doux, sucré et délicat. On l'utilise aussi bien dans les sauces chaudes que les sauces froides. Il s'utilise pour les plats chinois ou bien en sauce d'accompagnement. Les asiatiques l'utilisent souvent pour faire fermenter les viandes.
De nombreux vinaigres noirs sont produits en Asie, principalement en Chine, en Corée et au Japon.

## Vinaigre coréen
Le vinaigre de riz coréen (ssal-sikcho, 쌀식초) peut être préparé avec du riz blanc ou noir, voire glutineux. Le riz est mélangé à du nuruk. Deux variétés de vinaigres, originaires des provinces du Nord-Gyeongsang et du Chungcheong du Sud, sont incluses dans le catalogue de l'Arche du Goût du patrimoine culinaire,.

## Vinaigre noir japonais

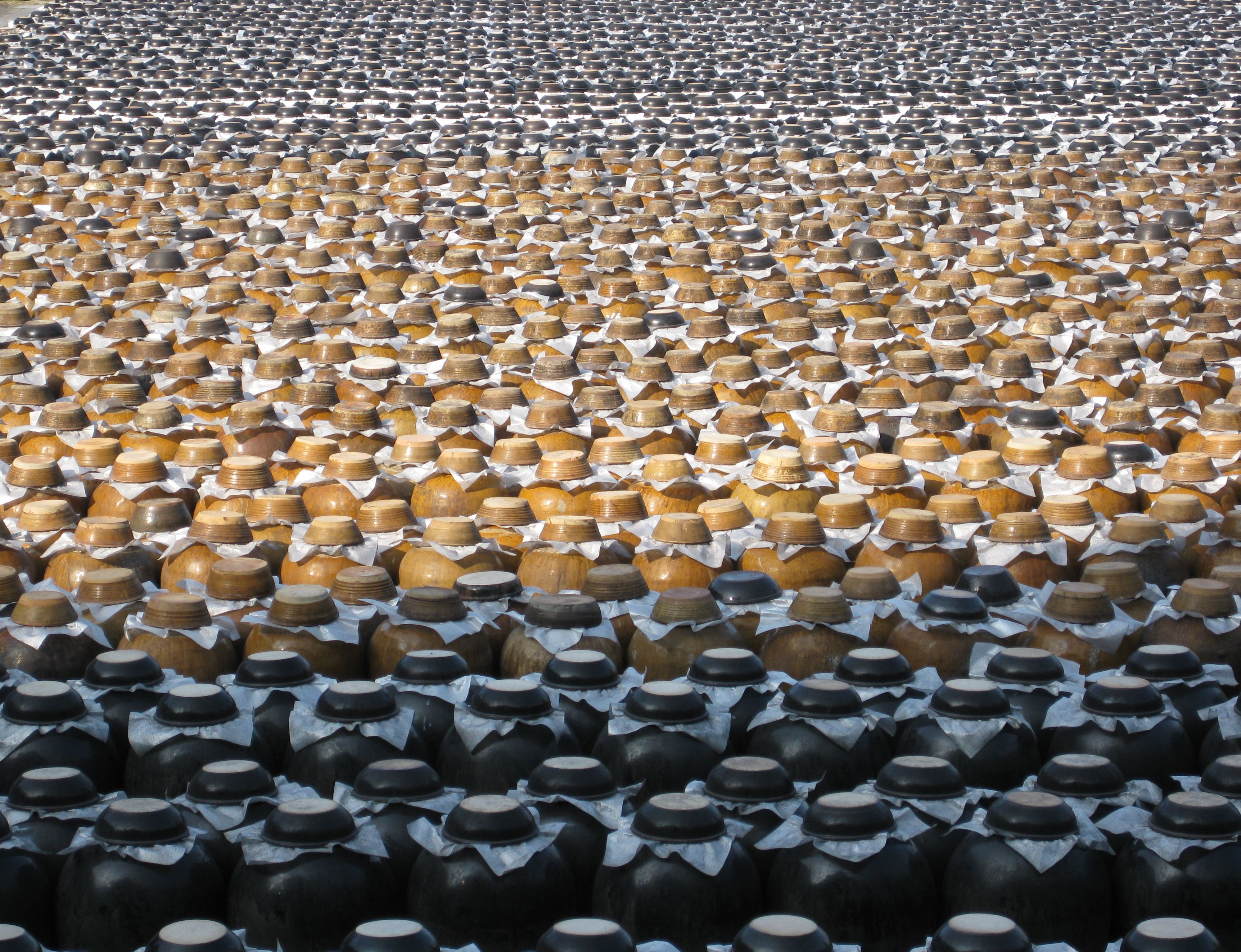
Production de vinaigre noir à Kirishima.

Le kurozu est un vinaigre noir léger produit au Japon. Il est destiné à être bu et vendu depuis 2004 comme favorable à la santé. Ses fabricants affirment qu'il contient d'importantes concentrations d'acides aminés. Des recherches de 2004 ont montré ses propriétés anticancéreuses sur des rats, et in vitro sur des cellules cancéreuses humaines.